# Liparis cumingii
Liparis cumingii är en orkidéart som beskrevs av Henry Nicholas Ridley. Liparis cumingii ingår i släktet gulyxnen, och familjen orkidéer.
Artens utbredningsområde är Filippinerna. Inga underarter finns listade i Catalogue of Life.